# Veia jugular
As veias jugulares internas são veias do pescoço. Elas transportam sangue venoso do crânio e sistema nervoso, além do sistema do cérebro exterior e inferior. Se unem com a veias subclávias (abaixo da clavícula) para formar as veias braquiocefálicas que drenam para a Veia Cava Superior. A distensão da veia jugular é provocada pelo volume de repleção e pressão aumentados do lado direito do coração. Quando as veias jugulares internas são difíceis de visualizar, as pulsações das veias jugulares externas podem ser percebidas por serem mais superficiais e visíveis (se localizam acima das clavículas).

## Etimologia
Provém do latim vulgar jugularis, do latim clássico jugulus, -i (clavícula, garganta, pescoço), diminutivo de jugum, esta vinculada a jungo –ngere (juntar, unir).

## História
A jugular é uma das principais veias  que se cortam ao degolar alguém; por essa razão, os clássicos latinos usavam o verbo jugulo, -are para referir-se ao ato de degolar, e jugulator, -oris significava degolador e, por extensão, matador, assassino.